# Gary Tobian
Gary Milburn Tobian (Detroit, 14 agosto 1935) è un tuffatore statunitense. Ha rappresentato gli Stati Uniti ai Giochi olimpici estivi di Melbourne 1956 e Roma 1960, vincendo una medaglia d'oro e due d'argento. Nel 1978 è stato inserito nell'International Swimming Hall of Fame.

## Vita privata
Ha sposato la nuotatrice Marley Shriver dalla quale ha divorziato.

## Palmarès
- Giochi olimpici

Melbourne 1956: argento nella piattaforma
Roma 1960: oro nel trampolino; argento nella piattaforma
- Giochi panamericani

Città del Messico 1955: bronzo nella piattaforma
Chicago 1959: oro nel trampolino